# Denílson (ur. 1977)
Denílson, właśc. Denílson de Oliveira Araújo (ur. 24 sierpnia 1977 w Diademie) – brazylijski piłkarz grający na pozycji lewego pomocnika. Od stycznia do kwietnia 2010 był zawodnikiem AO Kawala.
Jego transfer do Realu Betis w 1998 roku kosztował 22 mln funtów (31,5 mln euro, ok. 50 mln dolarów).

## Sukcesy
- Zwycięstwo w MŚ 2002
- Puchar Hiszpanii: 2005